# Synemosyna scutata
Synemosyna scutata là một loài nhện trong họ Salticidae.
Loài này thuộc chi Synemosyna. Synemosyna scutata được Cândido Firmino de Mello-Leitão miêu tả năm 1943.